# 黑喉漠鹀
黑喉漠鹀（学名：Amphispiza bilineata），是雀形目雀鹀科的一种鸟类，属于单型的黑喉漠鹀属（学名：Amphispiza）。
黑喉漠鹀体重约13.5克，翼长约63.5毫米，喙宽度约4.6毫米，喙厚度约5.9毫米，嘴峰长约11.7毫米，跗蹠长约18.1毫米，尾长约64.8毫米。
黑喉漠鹀具有部分的迁徙性，栖息在灌木林，它们是杂食性动物。该物种有约10个亚种，它们分布在美国南部、墨西哥及一些加利福尼亚湾的岛屿上。